# Departamento de Educación Pública de Nuevo México

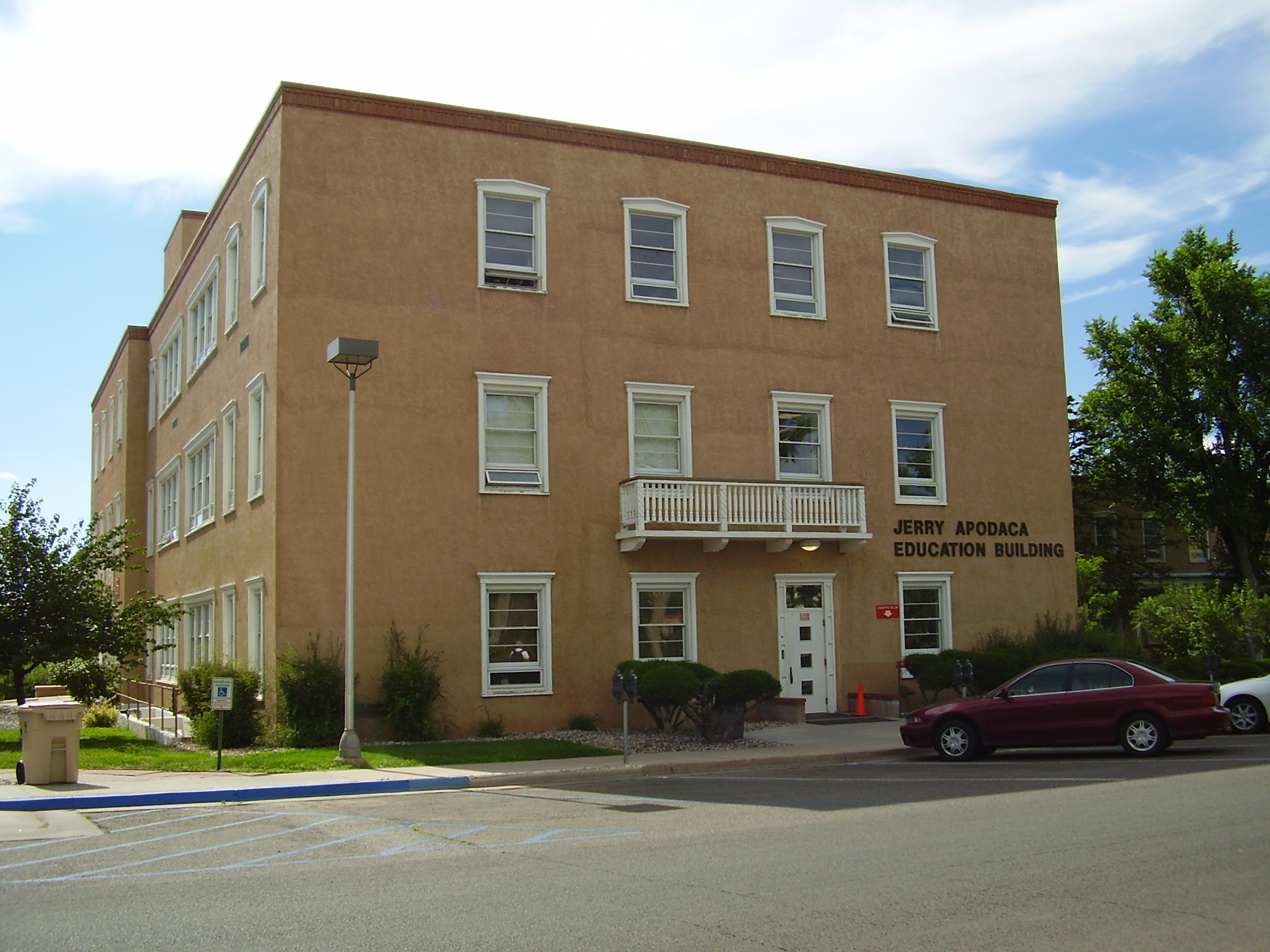
Jerry Apodaca (EN) Education Building, la sede del departamento.

Departamento de Educación Pública de Nuevo México (idioma inglés: New Mexico Public Education Department, NMPED) es una agencia del educación en Nuevo México, Estados Unidos. La agencia administra las escuelas públicas en Nuevo México. La agencia tiene su sede en el Jerry Apodaca Education Building en 300 Don Gaspar en Santa Fe.